# عبدالهادی جمشیدی
عبدالهادی جمشیدی (زاده ۱۳۴۰ ولسوالی رباط سنگی - ولایت هرات) سیاستمدار افغانستانی و نماینده مردم ولایت هرات در دوره‌های پانزدهم و شانزدهم مجلس نمایندگان است. وی در مجلس شانزدهم نمایندگان افغانستان عضو کمیسیون عرایض و سمع شکایات می‌باشد.

## زندگی‌نامه
عبدالهادی جمشیدی زاده ۱۳۴۰ از ولسوالی رباط سنگی ولایت هرات است. وی مدرک تحصیلی فارغ‌التحصیلی صنف ۱۲ را دارد و پس از آن مشغول تجارت در بخش زراعت بوده‌است.

## دیگر فعالیت‌ها
دیگر فعالیت‌های وی:
- تجارت در بخش زراعت.
- حضور در جبهه جنگ با شوروی.
- عضو لویه جرگه اضطراری و قانون اساسی.